# 다마미야촌 (야마나시현)
다마미야촌(玉宮村)은 야마나시현 히가시야마나시군에 있던 촌이다. 현재의 고슈시에 해당한다.

## 역사
- 1875년 2월 3일 - 야마나시군 4개 촌이 합병해 다마미야촌이 성립하였다.
- 1878년 7월 22일 - 군구정촌편직법에 의해 다마미야촌은 히가시야마나시군에 소속되었다.
- 1889년 7월 1일 - 정촌제 시행에 의해 다마미야촌이 단독으로 지자체를 형성하였다.
- 1954년 3월 20일 - 엔잔정에 편입해, 동일 다마미야촌은 폐지되었다.

## 참고문헌
- 角川日本地名大辞典 19 山梨県